# Viisli
Koordinaten: 58° 11′ N, 27° 12′ O

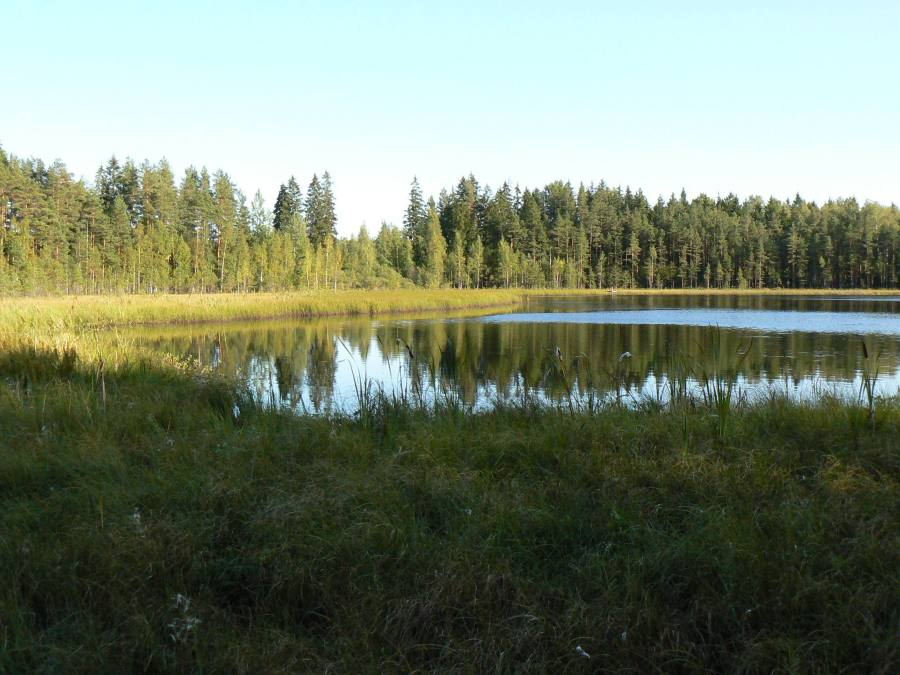
Der See Kõtajärv

Viisli ist ein Dorf (estnisch küla) im Südosten Estlands. Es gehört zur Gemeinde Põlva (bis 2017 Mooste) im Kreis Põlva.
Das Dorf hat fünfzig Einwohner (Stand 1. Januar 2017).

## Kõtajärv
Zu Viisli gehört der 2,4 Hektar große Waldsee Kõtajärv.